# Hedyosmum orientale
Hedyosmum orientale är en tvåhjärtbladig växtart som beskrevs av Elmer Drew Merrill och Chun. Hedyosmum orientale ingår i släktet Hedyosmum och familjen Chloranthaceae. Inga underarter finns listade i Catalogue of Life.